# Quách Lê Thanh
Quách Lê Thanh (1947–2010) nguyên Ủy viên Ban Chấp hành Trung ương Đảng Cộng sản Việt Nam khóa IX, Đại biểu Quốc hội khóa XI, Tổng Thanh tra Chính phủ nước Cộng hòa Xã hội Chủ nghĩa Việt Nam.

## Tiểu sử
Quách Lê Thanh, sinh ngày 28 tháng 2 năm 1947 tại xã Cẩm Thành, huyện Cẩm Thủy, tỉnh Thanh Hóa. Dân tộc: Mường.
- Ngày 1 tháng 10 năm 1967, gia nhập Đảng Cộng sản Việt Nam; được công nhận chính thức ngày 1 tháng 10 năm 1968.
- Trình độ chuyên môn: Cử nhân Kinh tế Kế hoạch, Cử nhân Chính trị.

Lần lượt đảm nhiệm các chức vụ:
- Năm 1977, làm Bí thư Huyện ủy Cẩm Thủy, Tỉnh Thanh Hóa;
- Năm 1985, làm Phó Bí thư Thường trực Tỉnh ủy Thanh Hóa, Trưởng ban Tổ chức Tỉnh ủy Thanh Hóa;
- Phó Trưởng ban Ban Nội chính Trung ương Đảng Cộng sản Việt Nam (nay là Văn phòng Trung ương Đảng) [1];
- Ủy viên Ban Chấp hành Trung ương Đảng Cộng sản Việt Nam khóa IX (2001–2006) [2];
- Đại biểu Quốc hội nước Cộng hòa Xã hội Chủ nghĩa Việt Nam khóa XI (2002–2007);
- Từ tháng 7 năm 2002 đến ngày 27 tháng 6 năm 2006, Tổng Thanh tra Chính phủ nước Cộng hòa Xã hội Chủ nghĩa Việt Nam (Chính phủ nhiệm kỳ Quốc hội khóa XI (2002–2007)) [3].

Năm 2007, nghỉ hưu tại Bản Muốt, Xã Cẩm Thành, huyện Cẩm Thủy, Tỉnh Thanh Hóa.
Ông từ trần sau một cơn đau tim đột ngột lúc 15 giờ, ngày 1 tháng 5 năm 2010 tại nhà riêng: Bản Muốt, Xã Cẩm Thành, huyện Cẩm Thủy, Tỉnh Thanh Hóa; hưởng thọ 63 tuổi.. An táng tại Nghĩa trang xã Cẩm Thành, huyện Cẩm Thủy, tỉnh Thanh Hóa .